# أفعى
الأفعَى (الجمع: الأفَاعِي) هو جنس من الزواحف السامة. نطاق تواجدها واسع جداً يمتد من شمال أفريقيا إلى داخل الدائرة القطبية الشمالية ومن بريطانيا العظمى إلى جزء آسيا المطل على المحيط الهادئ. وربما اشتق الاسم من الكلمتين اللاتينيتين [vivus] و [pario]، ومعناهما «على قيد الحياة» و «تحْمِل من الحَمل (بالأولاد)» أو «يٌحدِث»، ومن المحتمل أنها إشارة إلى حقيقة أن معظم الأفاعي تكون حاملةً بالصغار الحية (الأولاد على قيد الحياة)، حالياً الأنواع المعروفة من الأفاعي يبلغ تعدادها ال (23) نوعاً.

## السم
إن سم أغلب الأفاعي يتكون من قسمين، سم عصبي وسم دموي. يختلف ضرر لدغات الأفاعي في الحدة، فالأنواع الشمالية الصغيرة مثل الأفعى الشائعة تكون قليلة السمّية وكذلك فإنها تحقن كمية قليلة من السم في جسد الضحية (أي أنها سامة ولكنها أقل سمية مقارنة بأنواع الأفاعي الأخرى). أما الأنواع الأخرى كأفعى (Vipera ammodytes) القادرة على حقن كمية أكبر من السم ذي نتائج مدمرة. وعلى العموم فإن لدغات الأفاعي نادراً ما تكون بحدة لدغات الحيات الأكبر حجما من جنسي Macrovipera أو Daboia.

## الأنواع
| الأنواع           | مؤلف التسمية                           | النويعات* | الاسم الشائع                   | التوزع الجغرافي |
| ----------------- | -------------------------------------- | --------- | ------------------------------ | --- |
| V. albicornuta ‏   | Nilson & Andrén, 1985                  | 0         | Iranian mountain viper         | The زنجان Valley and surrounding mountains in northwestern إيران. |
| V. albizona ‏      | Nilson, Andrén & Flärdh, 1990          | 0         | Central Turkish mountain viper | Central تركيا. |
| أفعى البلقان      | (كارولوس لينيوس، 1758)                 | 4         | Horned viper                   | North-eastern إيطاليا، southern سلوفاكيا، western المجر، سلوفينيا، كرواتيا، البوسنة والهرسك، صربيا، الجبل الأسود، ألبانيا، مقدونيا الشمالية، اليونان (including مقدونيا (اليونان) and كيكلادس), رومانيا، بلغاريا، Turkey, جورجيا and سوريا.                                                                                     |
| أفعى الناشرT      | (Linnaeus, 1758)                       | 4         | Asp viper                      | فرنسا، أندورا، northeastern إسبانيا، extreme southwestern ألمانيا، سويسرا، موناكو، the islands of إلبا and Montecristo، صقلية، Italy, سان مارينو and northwestern Slovenia. |
| الأفعى الشائعة    | Böhme & Joger, 1984                    | 0         | Baran's adder                  | Northwestern Turkey. |
| الأفعى الشائعة    | (Linnaeus, 1758)                       | 2         | Common European adder          | From أوروبا الغربية (بريطانيا العظمى، إسكندنافيا، France) across أوروبا الوسطى (Italy, Albania, Bulgaria and northern Greece) and أوروبا الشرقية to north of the الدائرة القطبية الشمالية، and روسيا to the المحيط الهادئ، سخالين، كوريا الشمالية، northern منغوليا and northern الصين.                                         |
| أفعى لبنان        | فرانز فيرنر، 1898                      | 0         | Bornmuellers viper             | هضبة الجولان، southern لبنان and سوريا. |
| V. bulgardaghica ‏ | Nilson & Andrén, 1985                  | 0         | Bulgardagh viper               | The Bulgar Dagh (Bolkar Dagi) mountains, محافظةنيدا، south central أناضول، تركيا. |
| V. darevskii ‏     | Vedmederja، Orlov & Tuniyev, 1986      | 0         | Darevsky's viper               | The southeastern Dzavachet Mountains in أرمينيا and adjacent areas in جورجيا. |
| أفعى دينيك        | ألكسندر نيكولسكي، 1913                 | 0         | Dinnik's viper                 | Russia (جبال القوقاز) and Georgia (high mountain basin of the Inguri River ‏), eastward to أذربيجان. |
| أفعى القوقاز      | Nikolsky, 1909                         | 0         | Caucasus viper                 | Northeastern Turkey, Georgia and Russia (eastern البحر الأسود coast. |
| V. latastei ‏      | Boscá, 1878                            | 1         | Lataste's viper                | Extreme southwestern أوروبا (France, البرتغال and Spain) and northwestern أفريقيا (the البحر الأبيض المتوسط region of المغرب، الجزائر and تونس (مدينة)). |
| V. latifii ‏       | روبرت ميرتنز، Darevsky & Klemmer, 1967 | 0         | Latifi's viper                 | Iran: upper Lar Valley in the جبال ألبرز. |
| V. lotievi ‏       | Nilson et al., 1995                    | 0         | Caucasian meadow viper         | The higher range of the جبال القوقاز الكبرى: Russia, Georgia and Azerbaijan. |
| فيبيرا مونتيكولا  | Saint-Girons, 1954                     | 0         | Atlas mountain viper           | الأطلس الكبير، Morocco. |
| الأفعى الشائعة    | Vedmederja, Grubant & Rudajewa, 1986   | 0         | Nikolsky's viper               | Central أوكرانيا. |
| أفعى فلسطين       | F. Werner, 1938                        | 0         | Palestine viper                | Syria, الأردن، إسرائيل and Lebanon. |
| أفعى القوقاز      | Billing, Nilson & Sattler, 1990        | 0         | Pontic adder                   | Known only from the Coruh valley in أرتوين، northeastern Turkey. |
| V. raddei ‏        | أوسكار بوتجر، 1890                     | 0         | Rock viper                     | Eastern Turkey, northwestern Iran, Armenia, Azerbaijan, and probably العراق. |
| V. seoanei ‏       | Lataste, 1879                          | 1         | Baskian viper                  | Extreme southwestern France and the northern regions of Spain and Portugal. |
| V. ursinii ‏       | (تشارلز لوسين بونابرت، 1835)           | 0         | Meadow viper                   | Southeastern France, eastern النمسا (extinct), Hungary, central Italy, Croatia, Bosnia-Herzegovina, northern and northeastern Albania, Romania, northern Bulgaria, Greece, Turkey, northwestern Iran, Armenia, Azerbaijan, Georgia, Russia and across the كازاخستان، قيرغيزستان and eastern أوزبكستان steppes to China (سنجان). |
| V. wagneri ‏       | Nilson & Andrén, 1984                  | 0         | Ocellated mountain viper       | The mountains of eastern Turkey and adjacent northwest Iran. |
| V. xanthina ‏      | (جون إدوارد غراي، 1849)                | 0         | Rock viper                     | Extreme northeastern Greece, the Greek islands of سيمي، كوس (جزيرة)، كاليمنوس، ليروس, Lipsos, بطمس، ساموس، خيوس and لسبوس، تراقيا الشرقية، the western half of أناضول (inland eastward to قيصرية (تركية)), and islands (e.g. خالكي، Kastellórizon [كاستيلوريزو]) of the Turkish mainland shelf.                                 |

* Not including the nominate subspecies.
T: نوع نمطي